# Il monumento
Il monumento è la penultima commedia scritta da Eduardo De Filippo nel 1970, inserita dall'autore nella raccolta Cantata dei giorni dispari.

## Trama
Nel basamento di un monumento semidistrutto dalle bombe e arredato con suppellettili di guerra vive il maresciallo Ascanio Penna, lì ritiratosi per non aver abbandonato l'ideale monarchico a favore della Repubblica. Con lui vi è l'amante Sabina, di ventisette anni più giovane che di nascosto si prostituisce per campare, e Paganini, un povero disoccupato.
Una sera arrivano i frequentatori del monumento, un gruppetto di amici, composto da Arturo e Roberto e dal ricco Teodoro Guarnaschili. Questi aveva tentato di intraprendere una carriera da imprenditore ma, bisognoso dei capitali delle sue otto zie ricche, aveva ricevuto una serie di dinieghi poiché le vecchie avevano paura che il comunismo avrebbe portato via tutto. Teodoro, per campare, aveva utilizzato lo stratagemma di far stampare un finto giornale che distribuiva alle donne, con le cui notizie alimentava le loro ossessioni verso il comunismo costringendole a vivere chiuse in casa. Alla loro morte incassava la loro eredità e così via.
Sabina intanto, rifiutate le profferte amorose di Arturo, viene minacciata da quest'ultimo di venir cacciata dal monumento. Così è: arriva, difatti, un'ordinanza di sfratto per mano del brigadiere Delle Donne, che riceve ovviamente il rifiuto di Ascanio ad andarsene. In realtà Arturo non c'entra nulla: Teodoro scopre che l'Ente Olandese per lo sfruttamento della sorgente Acqua Rosaria vuole costruire in quella zona un centro industriale.
Teodoro tenta di convincere Ascanio e Sabina ad abbandonare il monumento, senza riuscirci. Ascanio muore all'improvviso e Sabina viene fatta sgombrare.